# Коптологія
Коптологія, коптознавство — комплексна наукова дисципліна, об'єктом дослідження якої є культура коптів.

## Історія
Зсновником сучасної коптології вважають єзуїтського ченця Атанасія Кірхера, який 1643 року переклав з арабської на латинську і видав кілька середньовічних граматик та словників коптської мови. 1880 року Людвіг Штерн (Ludwig Stern, 1846—1911) видав першу наукову граматику.